# Ryjóweczek
Ryjóweczek (Soriculus) – rodzaj ssaków z podrodziny ryjówek (Soricinae) w obrębie rodziny ryjówkowatych (Soricidae). 

## Zasięg występowania
Rodzaj obejmuje jeden żyjący współcześnie gatunek występujący w Azji (Indie, Nepal, Bhutan, Chińska Republika Ludowa i Mjanma).

## Morfologia
Długość ciała (bez ogona) 70–94 mm, długość ogona 32–52 mm; masa ciała 8,9–17,6 g. 

## Systematyka
Rodzaj zdefiniował w 1854 roku brytyjski zoolog Edward Blyth w sprawozdaniu kuratora Muzeum w Bengalu opublikowanym na łamach The Journal of the Asiatic Society of Bengal. Na gatunek typowy Blyth wyznaczył (oznaczenie monotypowe) ryjóweczka himalajskiego (S. nigrescens).

### Etymologia
Soriculus: rodzaj Sorex Linnaeus, 1758 (ryjówka); łac. przyrostek zdrabniający -ulus.

### Podział systematyczny
Do rodzaju należy jeden występujący współcześnie gatunek:
- Soriculus nigrescens (J.E. Gray, 1842) – ryjóweczek himalajski
- Soriculus beibengensis[10] Pei Xiaoxin, Chen Zhongzheng, Li Quan, Li Xueyou, Pu Changzhe, Luo Kang, Luo Jing, Pu Mingjin, Wang Hongjiao, Khanal & Jiang Xuelong, 2024
- Soriculus minor Dobson, 1890
- Soriculus nivatus[7] Chen Zhongzheng & Jiang Xuelong, 2023
- Soriculus medogensis[7] Chen Zhongzheng & Jiang Xuelong, 2023

Opisano również gatunki wymarłe z obszaru dzisiejszej Chińskiej Republiki Ludowej:
- Soriculus fanchangensis Jin Changzhu & Liu Jinyi, 2008[12] (plejstocen)
- Soriculus praecursus Flynn & Wu Wenyu, 1994[13] (pliocen)